# Isabelle de Borchgrave
Gravin Isabelle de Borchgrave d'Altena, geboren als Isabelle Jeanne Marie Alice Jacobs (Etterbeek, 10 april 1946 – Elsene, 17 oktober 2024) was een Belgische tekenares en kunstschilderes. Haar bijnaam was Bébelle, vernoemd naar de naam van haar eerste atelier op de zolder van een oud huis aan de Zavel "la tour de Bébelle". 
Ze produceerde ook beeldhouwwerken uit papier en textiel.
Haar atelier, gebouwd in 2010 naar ontwerpen van de Antwerpse binnenhuisarchitecten Claire Bataille en Paul Ibens, bevindt zich in Brussel.
Borchgrave overleed in oktober 2024 op 78-jarige leeftijd.